# Marianne Cathomen
Marianne Cathomen (* 23. Oktober 1966) ist eine Schweizer Schlagersängerin.

## Leben
Die in Graubünden aufgewachsene Marianne Cathomen war schon als Schülerin gelegentlich zusammen mit ihrem Vater auf der Bühne. Sie sang Schlager von Paola, Claudia Jung und Audrey Landers. Nach einer Handelsschulausbildung und mehreren Auslandsaufenthalten erlernte sie in der Schweiz unter anderem weitere Berufe der Gastronomie und Hotellerie und arbeitete als Flugbegleiterin bei der Swissair.
1989 lernte sie ihren ersten Ehemann Conradin Cathomen kennen, mit dem sie von 1990 bis 1997 in Laax/GR eine Skischule führte. Aus der Ehe gingen zwei Kinder hervor. Die beiden sind seit Anfang April 2005 geschieden. Am 24. Dezember 2008 heiratete sie ihren heutigen Ehemann, den ehemaligen FIFA-Kommunikationschef Markus Siegler.
1998 bekam Marianne Cathomen ihren ersten Plattenvertrag und trat erstmals im Fernsehen in der Sendung Musig Plausch auf. Mit dem Titel Hey Baby küss mich noch mal gelang ihr der Sieg beim Internationalen Grand Prix der Volksmusik 2001 in Wien.
2012 zog Marianne Cathomen in die USA. Bis 2020 lebte sie in Florida auf Anna Maria Island, seitdem wieder in Laax.
2015 startete sie ihre Gesangskarriere wieder in den USA. Zusammen mit der Live-Unterhaltungsband The Europa Band tourt Marianne Cathomen seither jedes Jahr in der ganzen USA. 2018 wurden sie nach Guantanamo Bay von der US-Army eingeladen. Marianne Cathomen ist seither auch wieder als Solo-Sängerin unterwegs. Sie singt Lieder in Englisch, Deutsch, Französisch und Italienisch.

## Diskografie

### Singles
- Hey Baby küss mich noch mal (2001)
- Kommt Zeit, kommt Rat (2002)
- Mon Ami so geht das nie (2002)
- Zwei Leben, eine Liebe  (2004)
- Fiesta d’amore (2005)
- Barfuß durch den Sommer (2005)
- Ich bin wieder da (2011)

### Alben
- Hey Baby küss mich noch mal (2001)
- Marianne Cathomen (2002)
- Zwei Leben, eine Liebe (2004)
- Mehr als Liebe (2005)
- Souvenir der Zärtlichkeit (2006)
- Ich bin wieder da (2011)
- Alles ist Liebe (2024)